# Lijingpu
Lijingpu (kinesiska: 历经铺, 历经铺乡) är en socken i Kina. Den ligger i provinsen Hunan, i den södra delen av landet, omkring 36 kilometer väster om provinshuvudstaden Changsha. Antalet invånare är 29433. Befolkningen består av 14 403 kvinnor och 15 030 män. Barn under 15 år utgör 15,0 %, vuxna 15-64 år 76 %, och äldre över 65 år 8,0 %.
Genomsnittlig årsnederbörd är 1 710 millimeter. Den regnigaste månaden är maj, med i genomsnitt 305 mm nederbörd, och den torraste är oktober, med 46 mm nederbörd.